# Шварц, Курт Куртович
Курт Куртович Шварц (латыш. Kurts Švarcs; 27 апреля 1930, Рига — 14 февраля 2023) — латвийский и советский физик, основатель физики твёрдого тела в Латвийской ССР. Действительный член Академии наук Латвии (1990), доктор физико-математических наук (1970), после нострификации диплома — Dr.habil.phys.(1992)

## Биография
Курт Куртович Шварц окончил физико-математический факультет Латвийского университета. Обучался в аспирантуре в этого университета и в Тартуском университете. Во время обучения в аспирантуре в возрасте 26 лет написал книгу о люминесценции «Холодный свет» («Aukstā gaisma» — лат.).
В 1960 году в Тартуском университете защитил кандидатскую диссертацию на тему "Процессы тушения люминесценции в щёлочно-галоидных кристаллофосфорах ".
Докторскую диссертацию на тему «Эффективность люминесценции щелочногалоидных кристаллов» защитил в 1970 году в Физическом институте имени П. Н. Лебедева Академии Наук СССР.
Один из создателей и научный руководитель Саласпилсского ядерного исследовательского реактора Института физики АН Латвийской ССР. За разработку методики, аппаратуры и организацию централизованного дозиметрического контроля в Латвийской ССР Шварц с группой учеников был награждён Государственной премией республики (1977) и серебряной медалью ВДНХ.
C 1974 по 1979 год возглавлял кафедру физики в Рижском институте гражданской авиации. Одновременно преподавал в Рижском политехническом институте, был профессором (1974—1985).
С 1992 года жил и преподавал в Германии в университетах Гейдельберга, Дармштадта и других учебных заведениях.
Свой переезд Курт Куртович объяснил тем, что он понимал, что в руководимой им лаборатории радиационной физики Института физики АН Латвии не удастся сохранить штат из 12 человек. И когда ему предложили на два года должность гостевого профессора в Гейдельберге, он согласился. Лаборатория после этого действительно была закрыта, долголетний коллега Шварца Андрис Озолс перешёл на должность профессора в Рижский Технический университет, другие сотрудники — в Институт физики твёрдого тела ЛУ, создав Лабораторию оптических записей.
Закончив работу в Гейдельберге в 1994 году, Шварц принял предложение Дармштадтского института тяжёлых ионов, став исследователем Отдела исследования материалов. В этом институте работало около 1000 человек, из которых 300 — учёные, а остальные — технический персонал обслуживания ускорителя, одного из восьми крупнейших в Германии. Поскольку на ускорителях обычно работают учёные-ядерщики, а для исследования радиационных процессов в веществе им требовался специалист по физике твёрдого тела, Шварц работал в институте до 2010 года как ведущий исследователь.
В 2007 году Курта Куртовича также пригласили в Казахстан, где правительство за 20 млн долларов построило для учёных ускоритель заряженных частиц, предусмотренный для Института ядерной физики и Евразийского национального университета имени Льва Гумилёва. Университет хотел развивать радиационные исследования твёрдого тела и на 7 лет К.Шварц возглавил это направление, также читая лекции и будучи научным руководителем аспирантов.
Умер 14 февраля 2023 года в немецком городе Лаймене.

## Наука и философия
После эмиграции в Германию Курт Куртович поддерживал связи с родиной и коллегами из Института физики твёрдого тела Латвийского университета. К 80-летию он был награждён Большой медалью Академии наук Латвии.
Он выступал с научно-популярными и философскими лекциями, которые собирали широкий круг слушателей. «Человек — религия — наука: взгляд на человека в эволюции и современном обществе» (2011), «Homo sapiens: искусство, цифры, aстрономия» (2012), «Мозг и информация» (2013), «Символы от каменного века до наших дней» (2014), «Кто мы? Откуда пришли? Куда идём?» (2014).

## Курт Шварц о школьном образовании
«Главная задача средней школы — растить думающего человека, способного отличать добро от зла и ориентироваться в сегодняшнем сложном мире с его глобальными и локальными проблемами и противоречиями. Это легко сказать, но трудно сделать. Нужны учителя с хорошими профессиональными знаниями и педагогическим талантом. Остаётся дискутировать, какие школьные предметы важны и каким нужно дать преимущество. Большинство учебных предметов описательны и расширяют кругозор ученика, но не логическое мышление. Из всех предметов особое место занимает математика, что в переводе с греческого означает „умение учиться“. Это одно из древнейших знаний человечества, которому 3000 лет. Математика — это сегодняшняя компьютерная логика… Могу утверждать, что хорошая математическая программа в гимназии и преподавание математики в школе — гарантия развития логического мышления учеников».

## Награды
- Государственная премия Латвийской ССР за разработку прибора дозиметрического контроля (1977).
- Медаль Академии наук Латвийской ССР имени М.Келдыша (1988)
- Годовая премия Латвийской академии наук и АО ALFA за жизненный вклад в развитие науки и основание физики радиации твёрдого тела в Латвии (2000)
- Большая золотая медаль Латвийской академии наук к 80-летию со дня рождения (2010)

## Публикации
Автор около 300 публикаций (в том числе 5 монографий и 3 научно-популярных книг).

### Монографии
- Термолюминесцентная дозиметрия / К. К. Шварц, З. А. Грант, Т. К. Межс, М. М. Грубе. Рига: Зинатне, 1968.
- Оптические регистрирующие среды / К. К. Шварц, В. И. Готлиб, Я. Ж. Кристапсон. Рига: Зинатне, 1976, 184 c.
- Физика оптической записи в диэлектриках и полупроводниках / К. К. Шварц. Рига: Зинатне, 1986, 230 c.
- Диэлектрические материалы: Радиационные процессы и радиационная стойкость / К. К. Шварц, Ю. А. Экманис. Рига: Зинатне, 1989, 188 c.
- K. Schwartz. The Physics of Optical Recording. Springer: Berlin-Heidelberg, 1993.

### Книги
- K. Švarcs «Aukstā gaisma», Rīga: LVI, 1956.
- K. Švarcs «Fotoķīmija», 1961, Rīga.
- K. Švarcs, A. Ozols «Hologrāfija — revolūcija optikā», 1975, Rīga: Zinātne.